# Nikki de Haan
Nikki de Haan (Vlijmen, 7 augustus 2003) is een voetbalspeelster uit Nederland. Ze speelt als doelverdediger voor NAC Breda.

## Clubcarrière
Nikki de Haan begon als keepster bij VV Haarsteeg. Ze werd al op jonge leeftijd gescout door PSV. In Eindhoven speelde de Haan in jeugdelftallen en wist ze de stap naar het eerste elftal niet te maken.
In de zomer van 2022 stapte de Haan over naar Excelsior Rotterdam. De Haan maakt haar debuut voor Excelsior in de KNVB Beker op 19 maart 2023 in een met 0-5 verloren uitwedstrijd tegen de Haan's oude club PSV.
Op 10 juni 2023 werd bekend dat de Haan haar contract bij Excelsior had verlengd tot medio 2024.
In Rotterdam fungeerde De Haan als tweede keepster achter Isa Pothof. Samen met derde keepster Floor Oussoren stapte ze in de zomer van 2024 over naar het nieuw opgerichte NAC Breda waarmee ze uitkomt in de Vrouwen Eerste divisie.

## Statistieken
| Seizoen   | Club                | Land      | Competitie     | Wedstrijden | Doelpunten |
| --------- | ------------------- | --------- | -------------- | ----------- | ---------- |
| 2022/2023 | Excelsior Rotterdam | Nederland | Eredivisie     | 1           | 0          |
| 2023/2024 | Excelsior Rotterdam | Nederland | Eredivisie     | 0           | 0          |
| 2024/2025 | NAC Breda           | Nederland | Eerste divisie | 14          | 0          |
| Totaal    | Totaal              | Totaal    | Totaal         | 15          | 0          |

Laatste update: 24 maart 2025

## Interlandcarrière
Nikki de Haan is jeugdinternational geweest van Nederland onder 15 en Nederland onder 16. Voor laatstgenoemde debuteerde ze op 5 december 2018 in een wedstrijd tegen de leeftijdsgenoten van Engeland onder 16.
1 De Haan ·
2 Heshof ·
3 Van den Burg ·
4 Verhoef ·
5 F. Mol ·
6 Heijblom ·
7 Promes ·
8 Aurélio ·
9 Franken ·
10 Laamouz ·
11 Schneijderberg ·
12 Nguyen ·
14 Hendriks ·
15 Fertoute ·
16 Oussoren ·
17 De Blij ·
18 Meerding ·
19 Tabi ·
19 Warps ·
20 Versluijs ·
21 Cober ·
22 L. Mol ·
23 Van der Meulen ·
24 Goutier ·
25 Yetim ·
26 Zieleman ·
Coach: Mank